# جو باتلر (ملاكم)
جو باتلر (بالإنجليزية: Joe Butler)‏ (18 مايو 1864 في الولايات المتحدة - 1941) هو ملاكم أمريكي، صنّف ضمن فئة الوزن المتوسط.

## روابط خارجية
- جو باتلر على موقع بوكس ريك (الإنجليزية) (registration required)